# Maol Chean-dearg
Der Maol Chean-dearg ist ein als Munro und Marilyn eingestufter, 933 m (3.061 ft) hoher Berg in den schottischen Highlands. Sein gälischer Name kann in etwa mit Kahler roter Kopf übersetzt werden. Er liegt in einer weitgehend unbesiedelten Berglandschaft der Northwest Highlands zwischen Loch Torridon und Strathcarron, etwa 70 Kilometer westlich von Inverness.
In der Berglandschaft zwischen Torridon und dem Glen Carron ist der Maol Chean-dearg der zweithöchste von drei Munros. Sein markanter, steil aufragender domartiger Gipfelaufbau besteht aus Torridonischem Sandstein und ist auf einem breiten Quarzitband aufgelagert. Lediglich auf seiner Südostseite ist der Maol Chean-dearg weniger steil, der breite Südostgrat senkt sich mit zwei Stufen allmählich bis zum Bealach a’ Choire Ghairbh auf 587 m Höhe ab, an den sich südwestlich der 892 m (2.927 ft) hohe, als Corbett eingestufte An Ruadh-stac und südöstlich der 677 m (2.221 ft) hohe Meall nan Cepairean anschließen. Letzterer ist aufgrund der fehlenden Schartenhöhe dem Maol Chean-dearg als Corbett-Top zugeordnet. Nach Norden fällt der Berg mit einer steilen Felswand bis an das Südufer von Loch an Eoin ab. Auch die Südostseite und der vom durch einen Cairn markierten Gipfel ausgehende kurze Ostgrat sind durch felsige und steile Strukturen geprägt. Ost- und Südostgrat umschließen das steile Coire Garbh.

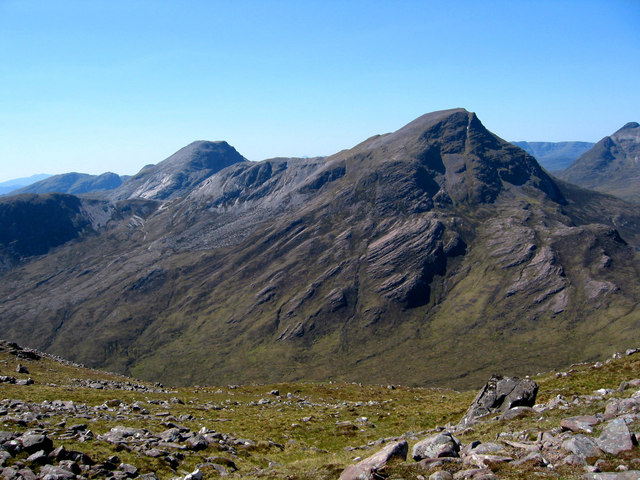
Blick vom östlich benachbarten Sgòrr Ruadh auf den Maol Chean-dearg
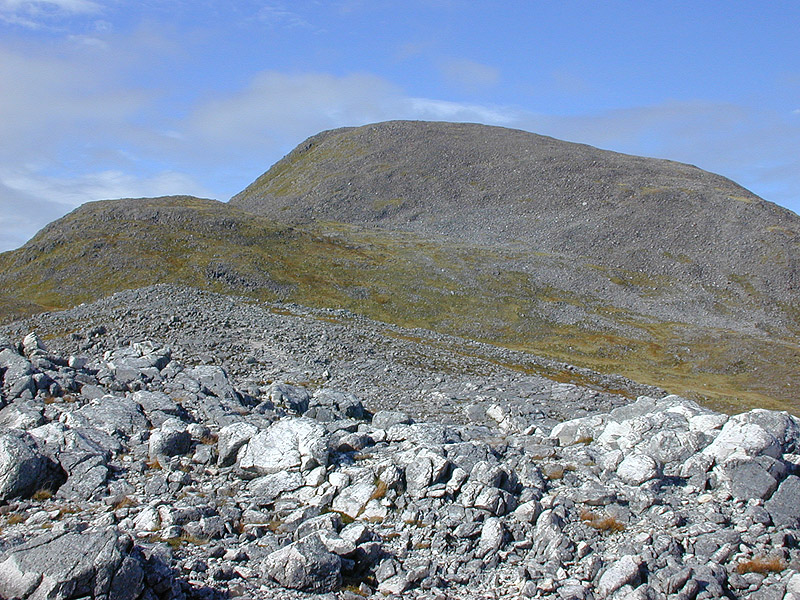
Die Südostseite des Maol Chean-dearg
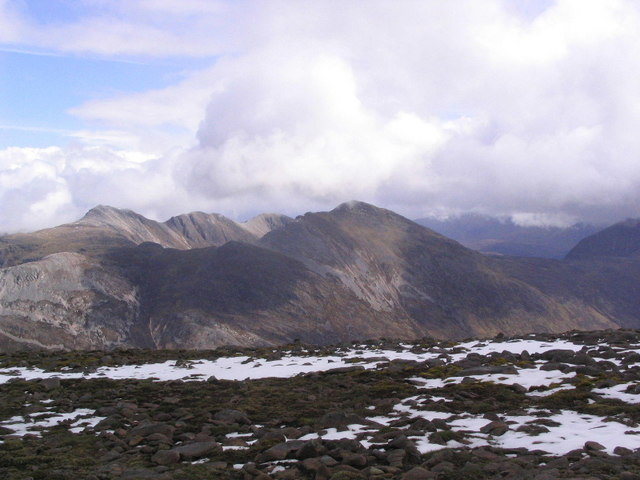
Das Gipfelplateau des Maol Chean-dearg, im Hintergrund links der Beinn Liath Mhòr, rechts der Sgòrr Ruadh
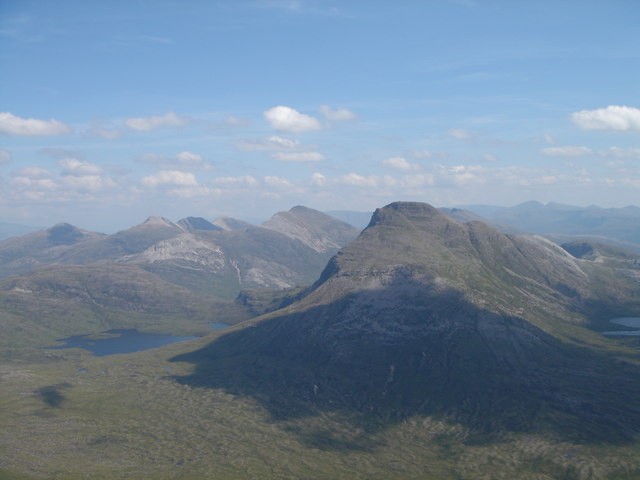
Blick vom nordwestlich benachbarten, 868 m hohen Beinn Damh zum Maol Chean-dearg

Erreichbar ist der Maol Chean-dearg sowohl von Torridon wie aus dem Glen Carron. Ein alter Verbindungspfad zwischen Torridon und der kleinen Ansiedlung Coulags passiert den Bealach na Lice auf der Nordseite des Berges. Der Zugang von Coulags, das an der A890 im Glen Carron liegt, ist kürzer. Er verläuft entlang des Fionn-abhainn, bis unterhalb des Meall nan Cepairean die Südostseite des Maol Chean-dearg erreicht wird. Durch das Coire Garbh führt der Zustieg bis zum Bealach a’ Choire Ghairbh und weiter über den Südostgrat zum Gipfel. Aus Richtung Torridon führt ein deutlich anspruchsvollerer Zustieg ab dem Bealach na Lice über die steile und felsdurchsetzte Nordostflanke und den Ostgrat zum Gipfel. Alternativ kann auch die grasige, allerdings ebenfalls steile Westseite genutzt werden.